# Бандунг (напій)
Бандунг (малай. Bandung) – традиційний напій рожевого кольору, який готують та вживають в Малайзії, Сінгапурі та Брунеї. Цей напій є малайзійським варіантом молока з троянд, який подають в Індії.

## Назва
Слово «бандунг» на малайській мові означає «пари» . Не зважаючи на назву, напій немає нічого спільного з містом Бандунг, яке розташоване в Індонезії.

## Приготування та вживання
Готують бандунг зі згущеного молока та сиропу з троянд. Сьогодні існує безліч рецептів приготування цього напою. Його готують також з додаванням трав’яного желе, морозива та газованої води.
Цей напій дуже популярний в Малайзії, тому його продають на вулиці, роблять вдома. Вживають бандунг також на релігійні та сімейних свята.